# Stichoneuron caudatum
Stichoneuron caudatum là một loài thực vật có hoa trong họ Stemonaceae. Loài này được Ridl. miêu tả khoa học đầu tiên năm 1911.